# Rhosybol
Rhosybol est une localité du pays de Galles située sur l’île d’Anglesey.